# Agudat Jisra’el
Agudat Jisra’el (hebräisch מפלגת ״אגודת ישראל״), im aschkenasischen Umfeld Agudas Jisroel oder kurz Aguda(h), ist eine aschkenasische chassidische ultraorthodoxe Partei in Israel, die sich für den Einfluss der Tora und der jüdischen Gesetzgebung (Halacha) in der jüdischen Gesellschaft in Israel und in der jüdischen Diaspora einsetzt. Sie steht in der Tradition der am 28. Mai 1912 im damals deutschen Kattowitz gegründeten Bewegung Agudas Israel. Die Aguda lehnt den säkularen Zionismus seit jeher ab, eine Haltung, die sich mit ihrem Eintritt in das politische System des Staates Israel nicht geändert hat.

## Politische Positionen

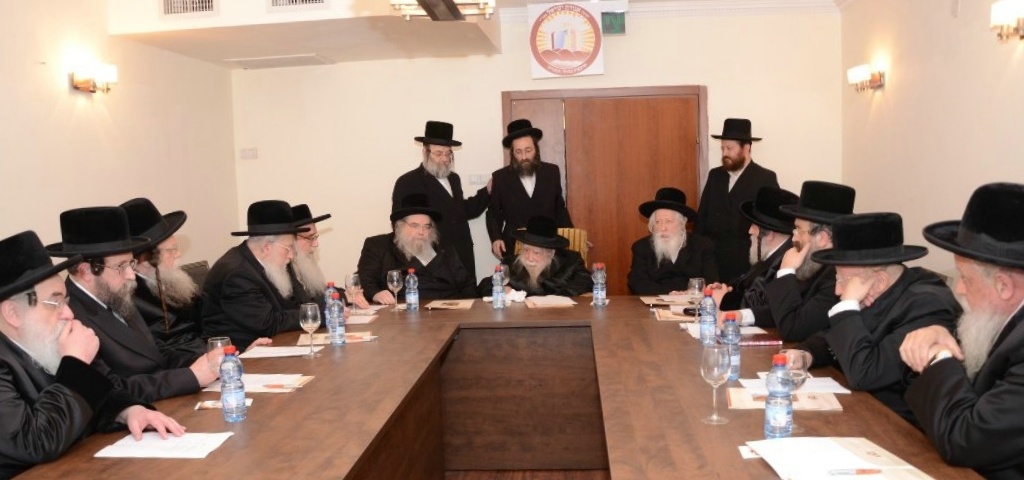
Ein Treffen der Agudat Jisra’el

Der Vorstellung der Agudat Jisra’el nach, kann eine nationale Erlösung des jüdischen Volkes nicht durch die politische Bewegung des Zionismus, sondern ausschließlich durch die Befolgung aller in der Tora verankerten religiösen Gebote (Mitzwot) erreicht werden. Dennoch versucht die Partei, größtmöglichen Einfluss auf die weltanschauliche Ausrichtung des Staates Israel auszuüben. Aus dem Kampf gegen den zionistischen Staat wurde im Rahmen der politischen Möglichkeiten mehr und mehr ein Kampf um den Staat Israel. Eines der Resultate dieses Versuchs war der mit David Ben-Gurion ausgehandelte Status quo, der den jüdischen Charakter des zionistischen Staates sichern sollte. Inhalt dieses Status-quo-Vertragswerks waren u. a. die Zusicherung, den Schabbat als nationalen Ruhetag zu verankern, und dass die Ehe- und Scheidungsjurisdiktion für jüdische Bürger den rabbinischen Gerichten auf Basis der Halacha vorbehalten sei. (Muslimische, christliche und drusische Bürger Israels sind ihren eigenen religiösen Gerichten unterstellt.)

## Geschichte
Um ihre politische Rolle zu stärken, schloss sich die Agudat Jisra’el mit anderen religiösen Parteien (Poalei Agudat Jisra’el, Misrachi und HaPo’el haMisrachi) bei den Wahlen 1949 zur 1. Knesset zu einer gemeinsamen Wahlliste, der Vereinigten Religiösen Front, zusammen. Durch die spätere Auflösung dieser Vereinigung und die Bildung anderer religiöser Parteien blieb das politische Gewicht der Agudat Jisra’el bis 1981 relativ gering, sie konnte in Wahlen nie mehr als vier Parlamentssitze erringen. Trotzdem erlaubten es die politischen Bedingungen in Israel, dass die Partei teilweise für die Koalitionsbildungen entscheidend war. 1977 wurde die Partei erstmals an der Regierung beteiligt.
Im Jahre 1983 trennten sich die sephardischen Anhänger der Agudat Jisra’el und gründeten die „Schas“-Partei, wodurch die Mutterpartei auf nur zwei Parlamentssitze reduziert wurde. 1987 spaltete sich der Flügel der Mitnagdim ab und gründete die Partei Degel haTora. Grund der Trennung war eine ins 18. Jahrhundert reichende Auseinandersetzung zwischen Mitnagdim und Chassidim.
Bei den Wahlen zur 14. Knesset erhielt das Wahlbündnis Vereinigtes Thora-Judentum aus Agudat Jisra’el und Degel haTora erneut vier Knesset-Sitze und war an der Regierung Benjamin Netanjahus beteiligt. In der vom Likud-Block angeführten Koalition nahm das Wahlbündnis in Bezug auf die Außen- und Sicherheitspolitik eine gemäßigte Position ein. Auch an der Regierung von Ehud Barak war sie bis 1999 beteiligt, entsandte allerdings keinen Minister in die Regierung.  Seit der Parlamentswahl 2021 ist die Allianz Vereinigtes Thora-Judentum mit sieben Abgeordneten in der Knesset vertreten, davon drei von Agudat Jisra’el.